# Ted Bullo
Ted Bullo (28 febbraio 1992) è un ex hockeista su ghiaccio svizzero che ha giocato nelle giovanili dell'HC Ambrì-Piotta e dell'HC Lugano, squadre della Lega Nazionale A.

## Statistiche
Statistiche aggiornate ad aprile 2012.

### Club
| Stagione  | Squadra          | Stagione regolare | Stagione regolare | Stagione regolare | Stagione regolare | Playoff | Playoff | Playoff |
| Stagione  | Squadra          | Lega              | P                 | GAA               | SVS%              | P       | GAA     | SVS%    |
| --------- | ---------------- | ----------------- | ----------------- | ----------------- | ----------------- | ------- | ------- | ------- |
| 2007-2008 | Ambrì-Piotta U20 | Elite Jr. A       | 1                 | -                 | -                 | -       | -       | -       |
|           | Ambrì-Piotta U17 | Elite Novizen     | 27                | -                 | -                 | 5       | -       | -       |
| 2008-2009 | Ambrì-Piotta U20 | Elite Jr. A       | 13                | -                 | -                 |         |         |         |
|           | Ambrì-Piotta U17 | Elite Novizen     | 28                | -                 | -                 |         |         |         |
|           | Chiasso          | Switzerland4      | 3                 | -                 | -                 |         |         |         |
| 2009-2010 | Lugano           | NLA               | 0                 | -                 | -                 | -       | -       | -       |
|           | Lugano U20       | Elite Jr. A       | 19                | -                 | -                 | 2       | -       | -       |
|           | Ceresio          | Switzerland3      | 8                 | -                 | -                 | -       | -       | -       |
| 2010-2011 | Sierre           | NLB               | 4                 | 3.68              | -                 | 1       | 7.2     | -       |
|           | Lugano U20       | Elite Jr. A       | 20                | -                 | -                 | 1       | -       | -       |
| 2011-2012 | Lugano           | NLA               | 0                 | -                 | -                 | -       | -       | -       |
|           | Lugano U20       | Elite Jr. A       | 6                 | -                 | -                 | -       | -       | -       |
|           | Visp             | NLB               | 0                 | -                 | -                 | -       | -       | -       |
|           | Ceresio          | Switzerland3      | -                 | -                 | -                 | -       | -       | -       |
|           | Ambrì-Piotta U20 | Elite Jr. A       | -                 | -                 | -                 | -       | -       | -       |
|           |                  | Playout           | 1                 | -                 | -                 | -       | -       | -       |

### Nazionale
| Stagione  | Livello               | Risultati        | Risultati | Risultati | Risultati |
| Stagione  | Livello               | Competizione     | P         | GAA       | SVS%      |
| --------- | --------------------- | ---------------- | --------- | --------- | --------- |
| 2008-2009 | Switzerland U17 (all) | International-Jr | 1         | 1         | 0.978     |
| 2009-2010 | Switzerland U18 (all) | International-Jr | 1         | 5.54      | 0.861     |
| 2010-2011 | Switzerland U19 (all) | International-Jr | 2         | 5.33      | 0.8       |